# Eucalyptus auburnensis
Eucalyptus auburnensis är en myrtenväxtart som beskrevs av Joseph Henry Maiden. Eucalyptus auburnensis ingår i släktet Eucalyptus och familjen myrtenväxter. Inga underarter finns listade i Catalogue of Life.